# Cratere Oenops
Oenops è un cratere sulla superficie di Teti.